# کارل والتر لیندن‌لاب
کارل والتر لیندن‌لاب (انگلیسی: Karl Walter Lindenlaub؛ زادهٔ ۱۹ ژوئن ۱۹۵۷ ‏(۶۷ سال)) یک فیلم‌بردار اهل آلمان است. 

## فیلم‌شناسی
- Hollywood-Monster (1987)
- Moon 44 (1990)
- Eye of the Storm (1991)
- سرباز جهانی (فیلم ۱۹۹۲) (۱۹۹۲)
- سی‌بی۴ (1993)
- استارگیت (فیلم) (۱۹۹۴)
- Rob Roy (1995)
- Last of the Dogmen (1995)
- Up Close & Personal (1996)
- روز استقلال (۱۹۹۶)
- Red Corner (1997)
- The Jackal (1997)
- فراموش نشدنی (فیلم ۱۹۹۹) (۱۹۹۹)
- Isn't She Great (2000)
- One Night at McCool's (2001)
- دفتر خاطرات شاهزاده خانم (فیلم) (۲۰۰۱)
- شهر ساحلی (2002)
- The Banger Sisters (2002)
- خدمتکاری در منهتن (۲۰۰۲)
- Because of Winn-Dixie (2005)
- Guess Who (2005)
- کتاب سیاه (۲۰۰۶)
- Georgia Rule (2007)
- سرگذشت نارنیا: شاهزاده کاسپین (۲۰۰۸)
- نینجای قاتل (۲۰۰۹)
- Kill the Irishman (2011)
- داستان دلفین (۲۰۱۱)
- The Identical (2014)